# Concierto para clarinete (Mercadante)

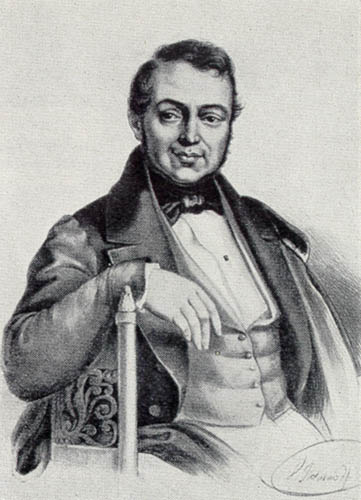
Retrato de Saverio Mercadante, compositor italiano del.

El concierto para clarinete y orquesta en si bemol mayor, op. 101, de Saverio Mercadante, es una obra singular de este compositor que desarrolló gran parte de su trabajo musical en el terreno operístico, así como en conciertos de su instrumento favorito, la flauta, pero menos en otros campos.
Su breve duración, en torno a los 16 minutos, no es óbice para su escasa reproducción en el repertorio actual. 
Se divide en dos movimientos, el inicial Allegro maestoso y el Andante con variazioni, tema lírico del clarinete seguido de tres variaciones: La primera sencilla, la segunda algo más virtuosa y la tercera mostrando una flexibilidad rítmica notable.